# 윤봉구 초상
윤봉구 초상(尹鳳九 肖像)은 충청북도 제천시 봉양읍, 제천의병전시관에 있는 조선시대의 초상화이다. 2012년 7월 6일 충청북도의 유형문화재 제336호로 지정되었다.

## 개요
권상하의 문인 강문팔학사(江門八學士)중 한사람인 윤봉구의 초상으로 쪽염 심의가 인상적이다. 과장이나 강조보다 주인공의 객관적이고 전체적인 풍모를 묘사하였고 깔린 화문석은 18세기 사대부의 좌상에서 보기 드믄 예로 주목된다.
변상벽이 그린 초상화로 같은 초본을 사용해 제작한 여러 작품을 비교해 제작시기의 선후관계나 이모 여부에 따른 양식의 변화를 고찰할 수 있는 작품이다.

## 같이 보기
- 윤봉구

## 참고 자료
- 윤봉구 초상 - 국가유산청 국가유산포털